# GROUSE ARROW
GROUSE ARROW（グラウス アロー）は、1991年に竣工したばら積み貨物船である。新聞巻取紙など濡損を嫌う貨物を考慮し、ホールド（貨物艙）上部の全面を鋼構造の屋根で覆った、世界初の全天候型ばら積み貨物船として建造された。

## 構造
「トータリーエンクローズドタイプ・バルクキャリア」と称する、全天候型荷役可能な構造を持つ船舶である。上甲板全面は全長150m、幅30m、高さ13mの鋼構造の屋根で覆われ、内部には横隔壁のない大スパンの構造になっている。屋根の構造は燃費やコストを考慮すると薄い方がいいが、荷役用クレーンを安定して稼働させるためには十分な強度が求められ、材質の選択や強度の計算が要求された。ホールドは第1～第6まであり、そのうち第2～第5艙は左右舷に分かれている。各艙は内部が平滑な箱型の形状を持つ。ハッチはなく、そのためハッチコーミングより上部まで貨物を積みつけることが可能である。反面、ハッチがないことから区画ごとの湿度管理ができないため、全区画の湿度を制御する除湿装置や、機関室内の暖気の利用などの工夫が行われている。天井に設置された2基のクレーンはいずれも第1～第6まで全艙の荷役が可能で、船外への積み下ろしは第2・第5艙の左舷に設けたサイドポートから行う。雨天時には扉の裏側に格納された防水カーテンで、積み荷を濡らさず荷役することが可能である。荷役は船内のクレーンでしか行えず、船外への積み下ろしはサイドポートを介してしか行うことができないため、クレーンには高い信頼性と迅速性が求められた。荷役効率を高めるため、クレーンには半自動運転システムが搭載されている。機関部は後部にあり、居住区の一部はホールド中央の上部に配置される。
本船は岡山県玉野市の三井造船玉野造船所で1991年（平成3年）に竣工し、ノルウェーの船会社に引き渡された。1992年3月に竣工し、La Tour Rouge Shipping Corpolationに引き渡された同型の2番船「MOZU ARROW」とともに、日本を含む東アジアとカナダ西海岸の間でペーパーロールやパルプベール、アルミニウムインゴット、鉄鋼コイルなどを輸送する。
本船の独創的な構造は、船主からの提案に基づく。本船と「MOZU ARROW」を含め、同型船は3隻建造されたが、それ以降は建造されることはなかったようである。